# The Blinded
The Blinded —  шведская группа из Карлсхамн, играющая мелодичный дет-метал. Ранее были известны как Stigmata и Blinded Colony. На данный момент выпускаются самостоятельно (не имеют контрактов с лейблами) и записывают свой третий студийный альбом. Недавно выпустили новый EP, который содержит 6 новых треков.

## История

### Stigmata (2000-2002)
Blinded Colony была основана в январе 2000 года, Юханом Бломстромом, Тобиасом Олссоном и Никласом Свенссоном. На тот момент, группа называлась Stigmata. В январе 2000 группа начала записывать первое демо, Painreceiver. В группе появились два новых участника: Кристоффер Нилссон (ударные) и Анника Хаптен (вокал). Позже, тем летом, к группе присоединился Стаффан Франзен (бас). 
Спустя шесть месяцев, Кристоффер Нилссон решил покинуть группу и Стаффан Франзен занял его место. Вскоре, после ухода Нилссона, группа нашла нового басиста - Роя Эрландссона. После изменений в группе, Анника Хаптен покинула этот музыкальный коллектив. Tribute to Chaos привлек внимание итальянского лейбла Scarlet Records. После заключения контракта с этим лейблом группа решила сменить название на Blinded Colony.

## Дискография

### Альбомы
- Divine (2003)
- Bedtime Prayers (2007)

### EP
- Painreceiver (2000)
- Tribute to Chaos (2002)
- Promo 2005 (2005)
- EP (2010)